# Les Concerts en Chine
Les Concerts en Chine, conosciuto anche con il titolo internazionale The Concerts in China, è un album dal vivo di Jean-Michel Jarre, registrato nel 1981 e pubblicato nel 1982 da Disques Dreyfus in doppio LP, doppio CD e musicassetta.

## Descrizione
L'album è stato registrato durante il Concerts In China, ovvero il tour che ha visto impegnato Jarre nel 1981 con concerti nelle città cinesi di Pechino e Shanghai; è stata la prima volta che un artista occidentale ha suonato in Cina dopo la Grande Rivoluzione Culturale.
Si tratta di un misto fra pezzi noti di Jarre, componimenti nuovi ispirati alla civiltà cinese e rifacimenti di canzoni popolari orientali (il caso, per esempio, di Fishing Junks at Sunset). La maggior parte delle tracce note proviene da Equinoxe e Magnetic Fields. Nuove composizioni sono invece The Overture, Night in Shanghai, Laser Harp, Arpegiator, Orient Express e Souvenir of China. Fishing Junks at Sunset è invece un ri-arrangiamento di una vecchia canzone popolare cinese, Fisherman's Chant at Dusk di Lü Wencheng, eseguita e registrata con l'Orchestra Sinfonica del Conservatorio di Pechino, e spesso erroneamente attribuita come composta da Jarre.
Venne originariamente pubblicato come un doppio LP, poi come un doppio CD. Esiste anche una versione in cui i due dischi sono separati e i colori della copertina cambiano in blu (disco 1) e giallo (disco 2), anziché nel tradizionale rosso. Nel 1997 è uscita una versione rimasterizzata a disco unico, dove la durata di Fishing Junks at Sunset è stata accorciata per permettere l'utilizzo di un disco unico.
Una delle tracce nuove del disco, Arpegiator, è stata usata nella colonna sonora del film 9 settimane e ½.
La traccia di apertura del primo disco, The Overture, è una versione rallentata del primo movimento di Magnetic Fields part 1.
Al termine della tournée, Jean-Michel Jarre ricevette in regalo un side-car, considerato un grande onore prestigioso in Cina.
L'album ha raggiunto la sesta posizione nella classifica di vendita britannica e la prima in quella portoghese.
Il brano Band In The Rain è la riproduzione della prima parte di Equinoxe VIII. Il brano The Last Rumba è una versione breve di Magnetic Fields V che nella versione in studio ha come sottotitolo proprio The Last Rumba.
Il disco, uscito originalmente con il titolo francese Les Concerts en Chine, è conosciuto anche con i titoli: inglese The Concerts in China, spagnolo Los conciertos en China, portoghese Os concertos na China  e cinese 访华音乐会.

## Tracce
Disco 1
1. The Overture – 4:47
2. Arpegiator – 6:54
3. Équinoxe IV – 7:49
4. Fishing Junks at Sunset – 9:38
5. Band in the Rain – 1:29
6. Équinoxe VII – 9:55

Disco 2
1. Orient Express – 4:22
2. Magnetic Fields I – 0:21
3. Magnetic Fields III – 3:49
4. Magnetic Fields IV – 6:49
5. Laser Harp – 3:37
6. Night in Shanghai – 7:02
7. The Last Rumba – 2:11
8. Magnetic Fields II – 6:26
9. Souvenir of China – 3:54

## Formazione
- Jean-Michel Jarre – Fairlight CMI, Eminent, Oberheim OB-Xa, Moog Taurus, EMS Synthi AKS, EMS VCS 3, Elka Synthex, LinnDrum, Electro-Harmonix Micro Synthesizer, arpa laser
- Frédéric Rousseau – MDB Polysequencer, RSF, Yamaha CS 60, Korg Rhythm, ARP 2600
- Dominique Perrier – Moog Liberation, Sequential Circuits Prophet-5, Eminent, Korg Polyphonique, RSF Kobol
- Roger Rizzitelli – percussioni elettroniche, Simmons, batteria elettronica
- Pierre Mourey – coordinatore strumenti musicali